# Seznam švicarskih generalov
Seznam švicarskih generalov.

## B
- Adrian von Bubenberg

## D
- Guillaume-Henri Dufour (1787-1875)

## G
- Henri Guisan (1874-1960)

## H
- Hans Herzog (1819-1894)

## J
- Antoine-Henri Jomini (1779-1869)

## K
- Christophe Keckeis

## W
- Ulrich Wille (1848-1925)